# Blocus de l'aéroport de Soukhoumi

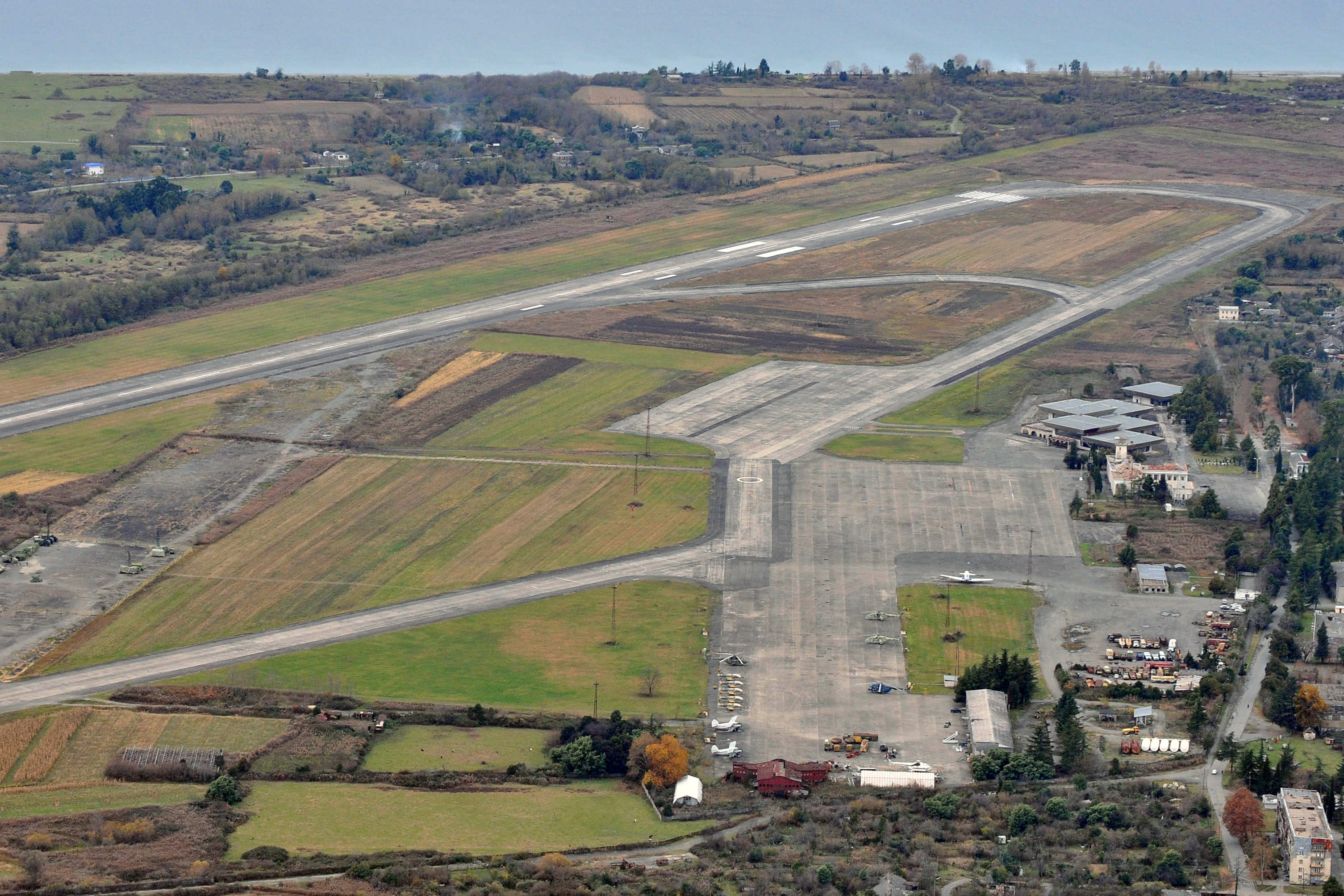
L'aéroport de Soukhoumi-Dranda en 2009.

Le blocus de l'aéroport de Soukhoumi-Dranda est un des événements de la bataille de Soukhoumi en septembre 1993, pendant la guerre d'Abkhazie. Quatre avions de ligne Tupolev appartenant à deux compagnies aériennes géorgiennes ont été détruits par les forces indépendantistes abkhazes. Un total de 136 personnes ont péri dans les attaques.

## Contexte
Le 16 septembre, un cessez-le-feu est brisé par les indépendantistes abkhazes qui à partir du 20 septembre arrivent à couper les lignes de communications de l’armée géorgienne qui se retrouve assiégée à Soukhoumi. L'aéroport servant également de base aérienne subit des attaques. Le 27 septembre, la ville tombe entre leurs mains conduisant à l'exode une grande part de la population d'origine géorgienne.

## Attaques sur l'aéroport

### 20 septembre

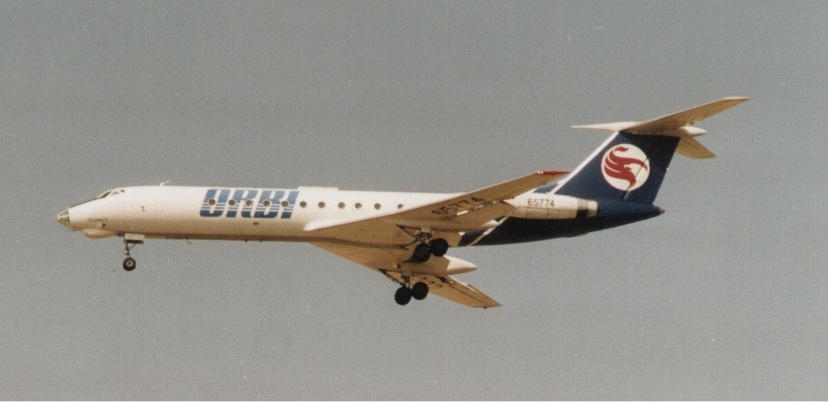
Un Tu-134 de l'Orbi Georgian Airways similitaire à celui détruit en 1993.

L'aéroport de Soukhoumi-Dranda subit des bombardements d'artillerie abkhazes détruisant un Tu-134A de l'Orbi Georgian Airways au sol. Aucun mort n'est à déplorer.

### 21 septembre

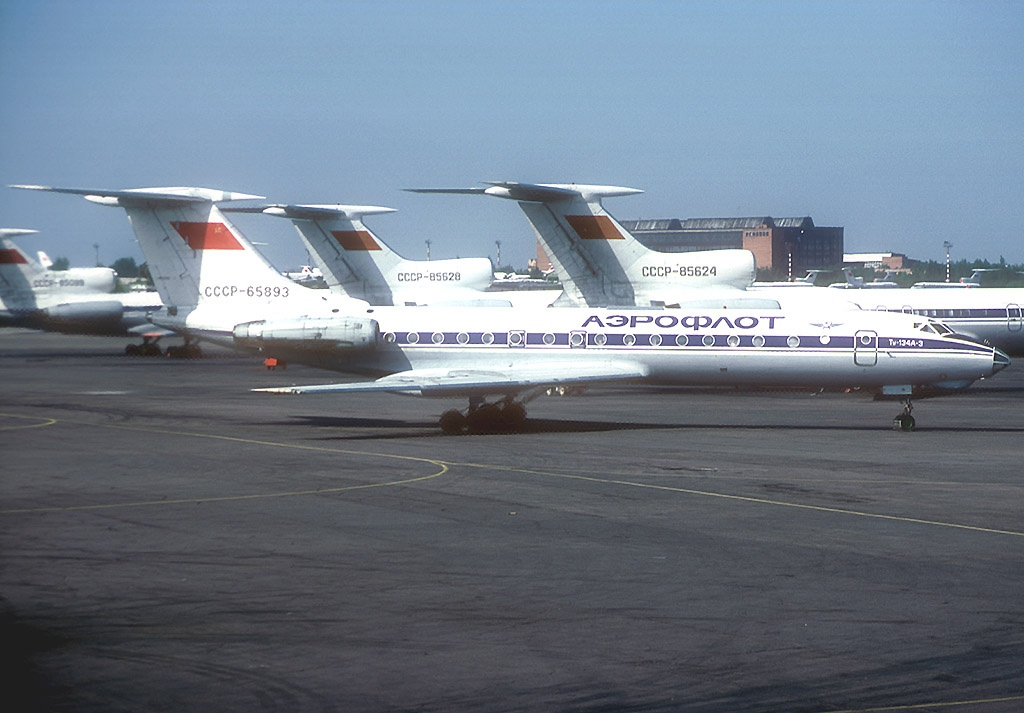
Le Tu-134A abattu le 21 septembre aux couleurs de l'Aeroflot en 1992.

Un Tu-134A de la Transair Georgia arrivant de Sotchi est touché lors de sa phase d'approche de l'aéroport par un missile sol-air courte portée à guidage infrarouge tiré depuis un bateau. L'avion s'écrase dans la mer Noire, tuant les 5 membres d'équipage et les 22 passagers

### 22 septembre

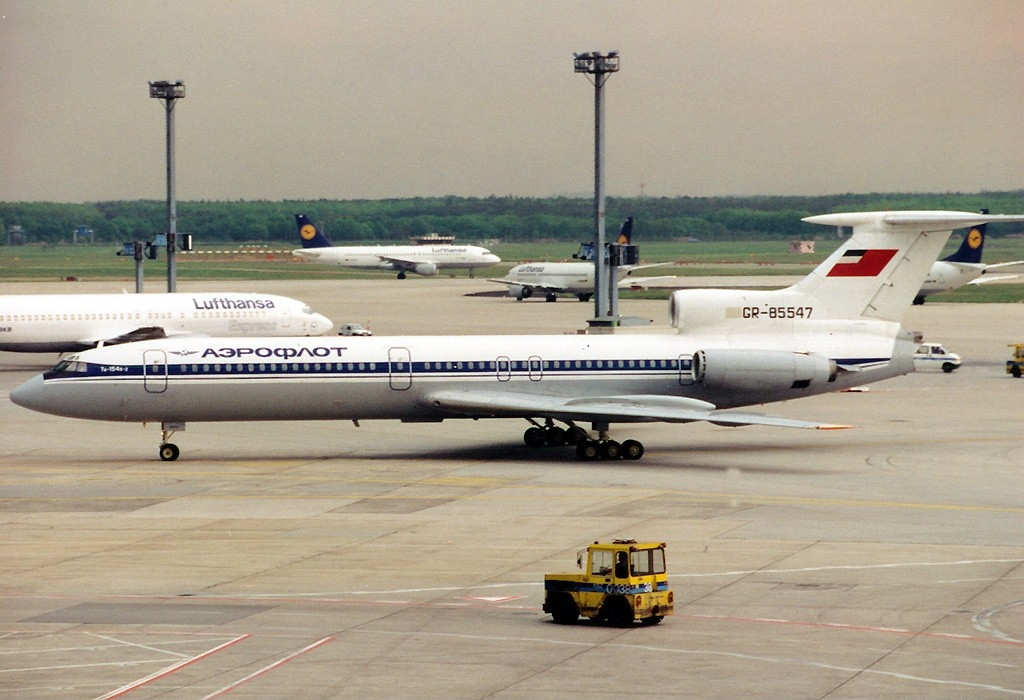
Un Tu-154B opéré par la branche géorgienne d'Aeroflot.

Un Tu-154 de la Transair Georgia en provenance de Tbilissi (transportant probablement des soldats géorgiens), est abattu également par un missile tiré depuis un bateau après avoir tenté d’atterrir à l'aéroport de Soukhoumi et s'écrase sur la piste, tuant 108 des 132 personnes à bord.

### 23 septembre
Des tirs de mortier ou d'artillerie abkhazes frappent l'aéroport de Soukhoumi alors que des passagers embarquent d'un Tupolev 134A de la Transair Georgia. Ce dernier prend feu, tuant un membre d'équipage.